# Jürgen Köberlein
Jürgen Köberlein (* 17. November 1958 in Zeulenroda; † 24. Dezember 2006 in Jena) war ein deutscher Fußballspieler. Für den FC Carl Zeiss Jena und die BSG Wismut Aue spielte er in der Oberliga, der höchsten Spielklasse im Fußball der DDR.

## Sportliche Laufbahn
Mit 14 Jahren wurde Jürgen Köberlein 1972 in die Nachwuchsabteilung des FC Carl Zeiss Jena aufgenommen. Seine ersten Spiele im Männerbereich absolvierte er ab 1976 in der Nachwuchsoberliga, in der er bis 1980 Stammspieler der Jenaer als Abwehr- und Mittelfeldspieler war. 1978 bestritt er mit der 1. Mannschaft des FC Carl Zeiss sein erstes Oberligaspiel. In der Begegnung Rot-Weiß Erfurt – FCC (2:1) wurde er in der 46. Minute für den Rechtsaußen Thomas Töpfer eingewechselt. In der Spielzeit 1979/80 kam Köberlein zu drei weiteren Kurzeinsätzen in der Oberligamannschaft.
Anschließend wurde Köberlein beim FC Carl Zeiss Jena aussortiert und zum zweitklassigen DDR-Ligisten BSG Wismut Gera delegiert. Dort konnte er sich, hauptsächlich als Verteidiger spielend, als Stammspieler durchsetzen. Von den 22 Ligaspielen der Saison 1980/81 verpasste er nur eine Begegnung und erzielte dabei sechs Tore.
Zur Saison 1981/82 nahm Köberlein erneut einen Wechsel vor und schloss sich dem Oberligisten BSG Wismut Aue an. In Aue blieb er für zwei Spielzeiten, in denen er alle 52 möglichen Oberligaspiele bestritt. Im Spiel Wismut – Sachsenring Zwickau (6:0) erzielte er am 25. September 1982 das einzige Oberligator seiner Karriere. 1982 nahm der gelernte Schlosser ein Studium zum Sportlehrer auf.
Während seiner Zeit in Aue wurde Köberlein auch in den Kader der Olympiaauswahl der DDR berufen. Mit ihr bestritt er am 13. April 1983 ein Testspiel gegen die sowjetische Olympiamannschaft. Bei der 3:1-Auswärtsniederlage in Charkow stand Köberlein zunächst als rechter Verteidiger in der Startelf, ehe er in der 75. Minute durch den Magdeburger Gerald Cramer ersetzt wurde.
Durch sein erfolgreiches Auftreten bei Wismut Aue wurde der FC Carl Zeiss Jena wieder auf seinen früheren Spieler aufmerksam und holte ihn mit Beginn der Saison 1983/84 in seine Oberligamannschaft zurück. Köberlein konnte jedoch die in ihn gesetzten Erwartungen nicht erfüllen. In der ersten Saison kam er auf seiner gewohnten Position als Rechtsverteidiger unregelmäßig in nur sieben Oberligaspielen zum Einsatz. Er bestritt jedoch auch drei Begegnungen im UEFA-Pokal 1983/84 – die beiden Erstrundenpartien gegen den isländischen Vertreter ÍBV Vestmannaeyja (0:0, 3:0) und das Hinspiel der 2. Runde gegen Sparta Rotterdam (1:1)
Für die Spielzeit 1984/85 wurde er in den Kader der in der DDR-Liga spielenden 2. Mannschaft, mit der er als Geraer Bezirksmeister über die Aufstiegsrunde den Sprung in die Zweitklassigkeit geschafft hatte, versetzt. Ab 1. November 1984 wurde er zum Wehrdienst in der Nationalen Volksarmee eingezogen. Zuvor hatte er noch ein Oberligaspiel als Libero bestritten. Nach Beendigung seines Wehrdienstes, für den keine Einsätze in einem höherklassigen Team der Armeesportvereinigung Vorwärts vermerkt sind, kam er zum Ende der Saison 1985/86 noch zu zwei Einsätzen in der 2. Mannschaft. Für 1986/87 plante der FC Carl Zeiss Köberlein wieder für die Oberliga ein. Trainer Lothar Kurbjuweit setzte ihn auch in den ersten drei Punktspielen als Mittelfeldspieler ein, aber danach spielte er nur noch dreimal in der 2. Mannschaft.
Im Dezember 1986, noch vor der Winterpause, wechselte Köberlein zum Oberligaabsteiger BSG Sachsenring Zwickau. Dort wurde er in den letzten 13 Ligaspielen der Saison als Libero eingesetzt. In der Hinrunde 1987/88 bestritt er als Libero die ersten neun Punktspiele, um danach zum DDR-Ligisten BSG Robotron Sömmerda zu wechseln. In Sömmerda wurde er nun sesshaft und bestritt bis 1990 von den insgesamt 85 ausgetragenen Ligaspielen 63 Partien. 1988/89 konnte er seine torreichste Saison mit fünf Treffern feiern. Am 24. Spieltag der Saison 1989/90 verletzte sich Köberlein so schwer, dass er bis zum Saisonende nicht mehr eingesetzt werden konnte. Obwohl der Nachfolgeverein der BSG, der FSV Robotron, Jürgen Köberlein noch zur Saison 1990/91 für seine Ligamannschaft benannte, kam der inzwischen 30-Jährige dort nicht mehr zum Einsatz. Er tauchte auch später im höherklassigen Fußball nicht mehr auf.

## Weiterer Werdegang
Nach einer Angabe im Internet war Köberlein nach der aktiven Laufbahn als Fußballer in Jena als Geschäftsführer von zwei Fitnessstudios tätig. Er verstarb am Heiligabend 2006 im Alter von 48 Jahren.